# Cambus
Cambus war eine Whiskybrennerei in Tullibody, Clackmannanshire, Schottland.

## Geschichte
Die Brennerei wurde 1813 von John Mowbray in der Nähe der Stadt Tullibody am Fluss Devon gegründet, um Grain Whisky zu produzieren. Sie war eine der ersten und zeitweilig die größte Grain-Whisky-Destillerie des Landes. 1877 gehörte die Brennerei zu den Gründungsmitgliedern der Distillers Company Ltd. (DCL). 1914 zerstörte ein Feuer die Produktionsgebäude, verschonte jedoch die Lagerhallen. Der Betrieb wurde erst 1938 wiederaufgenommen, erreichte jedoch nicht mehr den vorherigen Stand. Durch die Übernahme durch Scottish Grain Distillers kam Cambus schließlich zu Diageo. 1993 wurde die Brennerei stillgelegt. Diageo nutzt sie derzeit zum Befüllen von Fässern und als Lagerhaus.

## Produktion
Das zur Whiskyherstellung benötigte Wasser stammt aus dem Lossburn Reservoir. Als Brennapparate wurden zwei Coffey Stills eingesetzt.

## Abfüllungen
Die Brennerei verausgabte keine Originalabfüllungen. Es existieren jedoch Abfüllungen unabhängiger Abfüller.

## Weiterführende Informationen
- Eintrag zu Cambus in Canmore, der Datenbank von Historic Environment Scotland (englisch)
- D. Daiches: Scotch whisky, Macmillan, 1970.